# Marta Canosa Ferrer
Marta Canosa Ferrer (Barcelona, 1941) és una exjugadora d'handbol catalana.
Jugadora en la posició d'extrem dret, es formà a l'Escola de Pèrits de la Universitat de Barcelona. Debutà a la Primera Divisió femenina amb el Picadero Jockey Club, amb el qual guanyà cinc títols de lliga durant la dècada del 1960. Fou escollida millor jugadora del torneig la temporada 1967-68. Fou internacional amb la selecció espanyola en quatre ocasions i formà part de l'equip que disputà el primer partit internacional el novembre de 1967, on hi anotà cinc gols.

## Palmarès
- 5 Lligues espanyoles d'handbol femenina: 1963-64, 1964-65, 1965-66, 1966-67, 1969-70
- 1 Millor jugadora de la Lliga espanyola d'handbol: 1967-68